# Spoliation d'œuvres d'art par le régime nazi

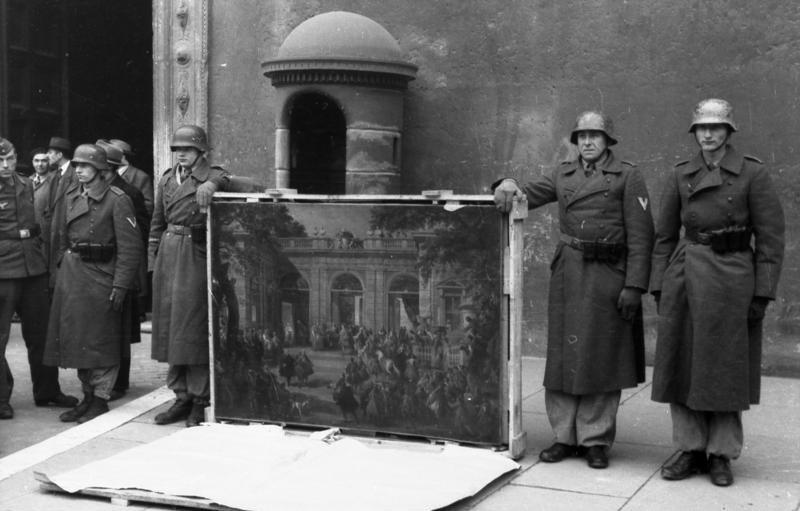
Des soldats allemands de la Division Hermann Göring posant devant le Palazzo Venezia à Rome le 4 janvier 1944 avec la toile Carlo III di Borbone che visita il papa Benedetto XIV nella coffee-house del Quirinale a Roma de Giovanni Paolo Pannini (musée de Capodimonte, inventaire Q 205) dérobée à la bibliothèque du musée national de Naples avant l'arrivée des forces alliées dans la ville.

La spoliation d'œuvres d’art par le régime nazi, désignée en allemand par le terme Raubkunst, est la dépossession massive et planifiée d'œuvres d'art par des agents du parti nazi sous le Troisième Reich, en Allemagne et à travers l'Europe de 1933 à la fin de la Seconde Guerre mondiale.

## Histoire

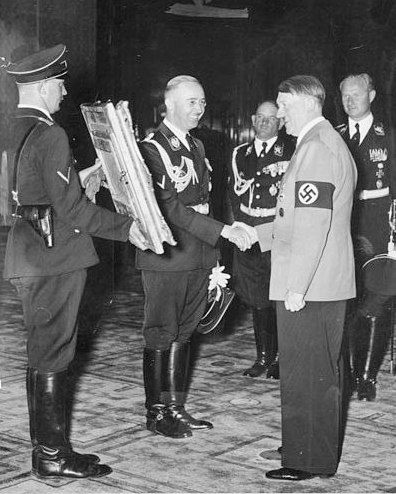
Himmler offre un tableau à Hitler pour son cinquantième anniversaire, en 1939.

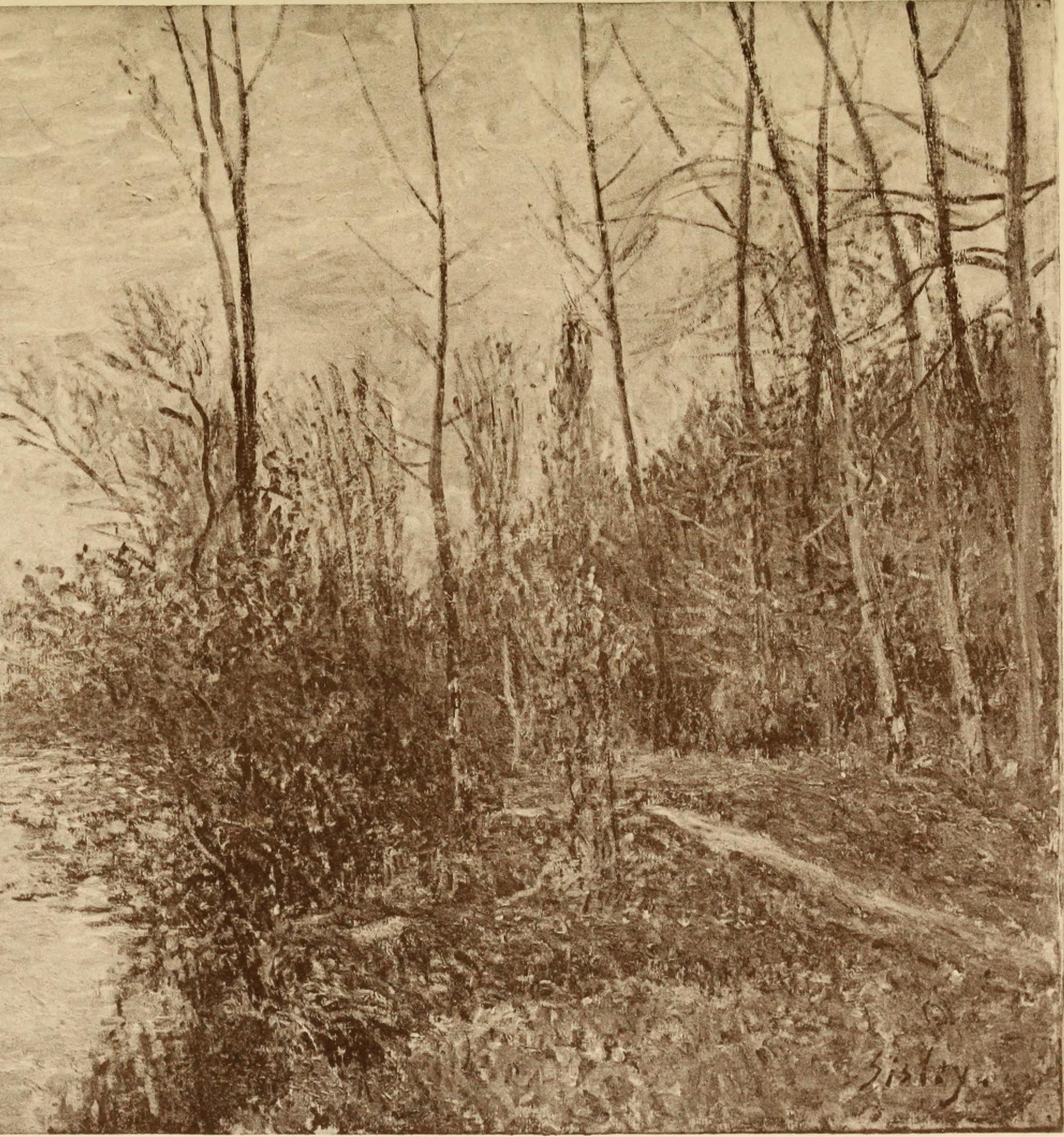
Le Chemin des Petits Près à By, temps d'orage par Alfred Sisley, retrouvé en 1949 en Allemagne, actuellement au musée d'Art et d'Histoire de Meudon.

Des services nazis de confiscation spécialement institués (telles les agences Einsatzstab Reichsleiter Rosenberg), entreprennent, à partir de listes établies bien avant le déclenchement de la guerre, le pillage et la confiscation de collections publiques et privées dans tous les pays qu'ils occupent ainsi que la spoliation des Juifs qui commence en Allemagne dès 1933. À partir de 1942, en France, en Belgique et aux Pays-Bas, de petites équipes de la Dienststelle Westen (en français « Service Ouest ») vident entièrement tous les appartements des Juifs qui se sont enfuis ou qui ont été déportés (au total 70 000 logements dont 38 000 à Paris) dans le cadre de la Möbelaktion. Les objets sans valeur sont brûlés, leurs livres servent à alimenter la bibliothèque de l'École supérieure du NSDAP.
Les organes de spoliation nazis font acheminer les objets qu’ils ont spoliés vers des dépôts bien organisés le plus discrètement possible pour éviter d’attirer l’attention sur les biens de valeur. Une fois au dépôt, les responsables dressent des listes des biens, qu’ils classent selon le type de bien et selon les propriétaires. Les plus grandes collections se voient affubler d’une abréviation (par exemple, KRA désigne la collection de la famille Kraemer et une caisse étampée d'un R contient des pièces de la collection de la famille Rothschild) et des photos des biens précieux sont prises pour créer des catalogues.
Organisée par le théoricien nazi Alfred Rosenberg, cette spoliation concerne les Juifs (la première collection visée en France est celle des Rothschild) mais aussi des musées et des collections privées dans tous les pays occupés. Les nazis justifient ce pillage par le Kunstschutz, principe de préservation du patrimoine artistique qui va de pair avec un projet de musée allemand gigantesque, le Führermuseum. Adolf Hitler souhaite le faire construire à Linz, ville qu'il considère comme la capitale de l'empire. En fin de compte, ce projet ne verra pas le jour.
Certains États ou particuliers prennent des mesures pour évacuer leurs chefs-d'œuvre avant l'invasion des forces de l'Axe, tel le musée du Louvre, dont les collections sont en partie transférées au château de Valençay. Les nazis utilisent le musée du Jeu de Paume comme dépôt central avant d'orienter les œuvres vers différentes destinations en Allemagne. Une grande partie de ce butin est transférée à la fin de la guerre dans trois mines près de Salzbourg, la plus connue étant la mine de sel d'Altaussee avec plus de 2 000 pièces. Par exemple, c'est dans cette mine qu'a été retrouvé par les Alliés la Madone de Michel-Ange qui avait été enlevée à Bruges en Belgique en 1944.
Rose Valland, attachée de conservation du musée du Jeu de Paume, dresse un inventaire précis des œuvres qui transitent par le musée et essaye de connaître leurs destinations (en tête de liste, Hitler et son Führermuseum, ainsi que la collection personnelle d'Hermann Göring, ce dernier se déplaçant en train spécial dont le dernier wagon servait uniquement à entreposer les œuvres d'art), le nom des responsables des transferts, ainsi que le numéro des convois et des transporteurs. Une fois l’Allemagne nazie vaincue, les carnets de Rose Valland ont facilité la recherche des biens spoliés ; les informations qu’ils contenaient ont aussi contribué à prouver la culpabilité de certains des responsables des spoliations,.
Le conservateur de musée George L. Stout persuade le commandement militaire allié de créer le Monuments, Fine Arts, and Archives program, organisme américain qui est fondé en 1943. Ses membres, les Monuments men, hommes ayant une formation de conservateur, d'historien de l'art, d'architecte ou d'archiviste, sont initialement chargés de préserver des combats, les églises, les musées et autres monuments nationaux au cours de la progression des Alliés puis, à la fin de la guerre, de retrouver les biens pillés par les nazis et de les expertiser.
Le 21 novembre 1944, l'armée américaine crée l'Unité d'investigation des œuvres d'art spoliées (ALIU - Art Looting Investigation Unit) au sein de l'OSS pour recueillir des informations sur le pillage, la confiscation et le transfert d'objets culturels par l'Allemagne nazie, ses alliés et les autres personnes et organisations impliquées. L'ALIU a compilé des informations sur les personnes soupçonnées d'avoir participé au pillage artistique dans plusieurs pays européens. Ces rapports officiels, très importants pour la recherche des œuvres spoliées, sont désormais publics,.
La destruction totale de l'art polonais est estimée par le gouverneur Hans Frank qui devait faire des comptes avec Himmler, à 20 milliards de dollars, ou 43 % de l'héritage culturel polonais.
La chute de Berlin se traduit par le pillage systématique de l'Allemagne occupée et des anciens territoires de l'Est de l'Allemagne par les Soviétiques en guise d'indemnité de guerre, ces derniers ayant été eux-mêmes victimes de nombreux vols nazis (exemple emblématique : chambre d'ambre).
En 1945, le capitaine Walter Farmer considéra que 20 % de l'art en Europe fut pillé par les nazis et que 100 000 pièces ne furent pas retournées à leur propriétaire. La recension du nombre d'œuvres d'art spolié est difficile et varie selon les sources entre 100 000 et 400 000.
Les nombreuses destructions de patrimoine au cours de ce conflit sont à l'origine de la Convention pour la protection des biens culturels en cas de conflit armé en 1954.

## Politiques d'indemnisation et de restitution
Dès la fin de la guerre se pose le problème de la restitution des œuvres d'art spoliées par l'administration du Troisième Reich, qui s'inscrit dans les politiques de réparation. Une Commission des restitutions (de) au Congrès juif mondial est instituée à cet effet en 1947 tandis que la Jewish Claims Conference voit le jour en 1951. En Allemagne, cette question prend une ampleur particulière dans le cadre de la politique allemande de réparation des crimes du régime national-socialiste (Wiedergutmachung). Les procédures d'indemnisation y sont prévues par la loi fédérale BrüG (de) entrée en vigueur le 19 juillet 1957.
En France, dès la Libération, les autorités françaises élaborent des textes affirmant la nullité des actes de spoliation intervenus pendant la période d'occupation puis organisent les modalités pratiques de réparations et de restitutions. Un organisme est créé à cet effet : la Commission de récupération artistique (CRA), instituée le 24 novembre 1944. Dotée de deux services spécialisés, l’un pour les œuvres d’art et objets précieux, l’autre pour les livres et les archives, la CRA est chargée, d'une part de recevoir les doléances des familles spoliées et, d'autre part, de diligenter des missions en Allemagne pour tenter de récupérer les biens. Au sein du ministère des Affaires étrangères, elle dépend de l'Office des biens et intérêts privés (OBIP) fondé en 1919 et dont l'objet est de sauvegarder les biens des ressortissants français. Par l’ordonnance du 13 décembre 1944, la CRA est chargée de « recenser et restituer l’ensemble des biens spoliés en France par les occupants et transportés hors du territoire national ».
Au total :
- 45 400 tableaux sont notamment identifiés et restitués via la CRA ;
- 13 000 œuvres dont les propriétaires ne sont pas identifiés sont vendues aux enchères par le Service des domaines ;
- les pièces de plus grande valeur, soit 2 058 œuvres, sont, non pas vendues, mais inscrites sur des listes dites « MNR » (Musées nationaux récupération)[26],[27],[28],[29],[30] et, dans l'attente d'être réclamées, réparties dans les musées de France[31]. Sur le plan juridique, défini par le décret du 30 septembre 1949, ses œuvres n'appartiennent pas à l’État qui n'en est que détenteur provisoire.

Les raisons pour lesquelles ces œuvres sont restées orphelines sont complexes. Il faut tenir compte des propriétaires et de leurs familles morts en déportation, de l'ampleur du pillage, de la dispersion des biens spoliés (dans des fondations, musées, bibliothèques ou collections), du manque d'archives pour cause de destruction, des droits régissant les restitutions qui diffèrent selon les pays et enfin et surtout, des efforts d'identification après-guerre qui ont été jugés après coup insuffisants.
Le problème de la restitution des biens spoliés se repose à partir des années 1970 et de façon plus sensible encore dans les années 1990 au moment de la réunification allemande. Dans un premier temps, sont publiés des travaux de recherches universitaires qui mettent en lumière certaines aberrations voire une forme de laxisme. Dans un deuxième temps, différentes commissions nationales et internationales de restitution et d’indemnisation, telle la Commission Bergier en Suisse ou la Commission pour l'indemnisation des victimes de spoliations intervenues du fait des législations antisémites en vigueur pendant l'Occupation en France, sont mises en place et des dispositions sont prises pour mener des recherches de provenance (de) qui se révèlent parfois complexes comme le montre l'affaire en 2012 du Trésor artistique de Munich.
Les médias se passionnent pour ces questions de restitution et de « trésor et de butin cachés » pendant des décennies, l'évolution du marché de l'art est d’ailleurs révélatrice à cet égard : en 1991, est mise sur pied la base de données Art Loss Register qui, en principe, permet d'éviter la revente d’œuvres dont l'origine est douteuse, et, en l’occurrence, issues d'une spoliation.
En octobre 2009, l'Unesco adopte une résolution prenant acte d'un projet de déclaration relatif aux objets culturels déplacés en relation avec la Seconde Guerre mondiale.
En 2011 est ouvert un portail Internet, géré par les archives nationales américaines, qui permet d'accéder aux archives nationales de plusieurs pays européens relatifs aux biens culturels spoliés par l’administration nazie. La France se dote en 2019, auprès du ministère de la Culture, d'une mission (M2RS) de recherche et de restitution des biens culturels spoliés chargée de retracer les spoliations et la provenance des oeuvres ayant pu être spoliées entre 1933 et 1945.

## Recherche des collections
Entre 1990 et 1995, Éric Conan et Yves Stavridès, reporters à L'Express, mènent une série d'enquêtes exclusives sur le destin des milliers d’œuvres d'art saisies en Allemagne puis emportées par les armées soviétiques en 1945,.
En 1995 paraît à Paris l'essai Le Musée disparu d'Hector Feliciano, fruit de huit années d'enquête, au terme desquelles il avait retrouvé la trace de certaines œuvres spoliées.
En 1998, le sous-secrétaire d’État américain Stuart Eizenstat réactive la mission de recherche dans le cadre de la conférence internationale Nazi-looted assets of Holocaust victims à laquelle participe le français Louis Amigues, pour retrouver les pièces confisquées manquantes et parvenir à déterminer un niveau d'indemnisation, notamment dans le cadre de la collection de Karl Haberstock (en), considérée comme l'une des plus représentatives de la spoliation nazie. La coopération de la Russie est activement souhaitée. La même année se tient la Conférence de Washington sur les œuvres d'art volées par les nazis réunissant 44 pays.
En janvier 2001, est signé l'accord de Washington relatif à l'indemnisation des spoliations de familles juives intervenues lors de la Seconde Guerre mondiale, établi entre le gouvernement français et le gouvernement fédéral des États-Unis.
En 2012, un chercheur affirme être sur la piste de la collection de François de Hatvany, spoliée par les nazis. En octobre, le Musée historique allemand restitue 4 344 affiches aux héritiers d'Hans Sachs.
En novembre 2013, l'hebdomadaire allemand Focus relate la découverte, dans un appartement de Munich où vit Cornelius Gurlitt (1932-2014), fils d'Hildebrand Gurlitt, de 1 500 œuvres d'art, comprenant des tableaux d'Auguste Renoir, Henri Matisse, Pablo Picasso, Marc Chagall, Paul Klee, Oskar Kokoschka ou Max Beckmann. Parmi ces 1 500 œuvres figureraient, selon Focus, 300 œuvres perdues de l'exposition nazie Art dégénéré (Entartete Kunst). En février 2014, 238 autres tableaux de maître sont découverts dans une petite maison que Gurlitt possède à Salzbourg. Le 6 mai 2014, Cornelius Gurlitt meurt à Munich des suites d'une opération cardiaque, en ayant fait du musée des Beaux-Arts de Berne son légataire universel.

### En français
- Pauline Baer de Pérignon, La Collection disparue[47], Stock, 2020.
- Laurence Bertrand Dorléac, Histoire de l'art : Paris, 1940-1944, Ordre national, Traditions et Modernités, Publications de la Sorbonne, Paris, 1986  (ISBN 2859441220)
- Corinne Bouchoux et Laurent Douzou, « Si les tableaux pouvaient parler...». Le traitement politique et médiatique des retours d'œuvres d'art pillées..., Presses universitaires de Rennes, 2013, 552 p.
- Corinne Bouchoux et Laurent Douzou, Saisies, spoliations et restitutions : Archives et bibliothèques au XXe siècle, Presses universitaires de Rennes, 2012, 383 p.
- Fabrizio Calvi et Marc Masurovsky, Le Festin du Reich. Le pillage de la France occupée 1940-1945, Fayard, 2006, 719 p.
- Jean-Marc Dreyfus, Le catalogue Goering, Paris, Flammarion, 2015, 600 p. (ISBN 978-2-08-136540-7)
- Héctor Feliciano, Le musée disparu : Enquête sur le pillage d'œuvres d'art en France par les nazis, Gallimard, 2009, 400 p.
- Uwe Fleckner, « Le commerce de l'art moderne sous le Troisième Reich. Un marché douteux », Archives juives, vol. 50, no 1,‎ 2017, p. 50 (ISSN 0003-9837 et 1965-0531, DOI 10.3917/aj.501.0041, lire en ligne, consulté le 14 mai 2021)
- Sarah Gensburger, Images d’un pillage, album de la spoliation des Juifs à Paris, 1940-1944, Paris, Éditions Textuel, 2010, 159 p. (ISBN 978-2845973619)
- Nathaniel Herzberg, Le musée invisible. Les chefs-d'œuvre volés, Éditions du Toucan, 2010, 2010 p.
- Véronique Long, « Les collectionneurs juifs parisiens sous la Troisième République (1870-1940) », Archives juives, 2009/1 (vol. 42), p. 84-104
- Emmanuelle Polack, Le Marché de l'art sous l'Occupation : 1940-1944, Tallandier, 2019, 304 p.

### Autres langues
- (en) Götz Aly (trad. de l'allemand), Hitler's beneficiaries : plunder, racial war, and the Nazi welfare state, New York, Metropolitan Books, 2007, 431 p. (ISBN 978-0-8050-7926-5)
- (en) Robert Edsel et Bret Witter, The monuments men : Allied heroes, Nazi thieves, and the greatest treasure hunt in history, New York, Center Street, 2009, 473 p. (ISBN 978-1-59995-150-8)
- (en) R.L. Hadden, « The Heringen Collection of the US Geological Survey Library, Reston, Virginia », In: Earth Sciences History : Journal of the History of the Earth Sciences Society, 2008, 27, 2, pp. pages 242-265.
- (en) Peter Harclerode et Brendan Pittaway, The Lost Masters: WWII and the Looting of Europe's Treasurehouses, Londres, Orion Books, 1999.
- (en) Ben Lazarus, « The works of art stolen by the Nazis », The Telegraph,‎ 28 mars 2014 (lire en ligne).
- (de) Hanns Christian Löhr, Das Braune Haus der Kunst: Hitler und der Sonderauftrag Linz, Akademie-Verlag, 2005  (ISBN 3-05-004156-0).
- (en) Lynn H. Nicholas, The Rape of Europa, Londres, Macmillan, 1994.
- (en) Jonathan Petropoulos, Art as Politics in the Third Reich, Chapel Hill, University of North Carolina Press, 1996.
- (en) Jonathan Petropoulos, The Faustian Bargain: The Art World in Nazi Germany, Londres, Penguin Press, 2000.
- (en) Jonathan Petropoulos, Göring's man in Paris : the story of a Nazi art plunderer and his world, Yale University Press, 2021,  (ISBN 978-0-300-25621-5).
- (en) David Roxan et Ken Wanstall, The Jackdaw of Linz. The Story of Hitler's Art Thefts, Londres, Cassell, 1964.
- (de) Birgit Schwarz, Hitler's Museum. Die Fotoalben Gemäldegalerie Linz, Vienne, Böhlau Verlag, 2004  (ISBN 3-205-77054-4).
- (en) Nancy Yeide, Beyond the dreams of avarice : the Hermann Goering collection, Dallas, Tex, Laurel Publishing, 2009, 518 p. (ISBN 978-0-9774349-1-6)

## Bande dessinée numérique
- Le Portrait d'Esther, Romain Bonnin et Pierre Jouanneau, production par les Musées d'Angers et Mosquito.

## Documentaire
- 2015 : Spoliation nazie - Trois chefs d'œuvre miraculés d'Olivier Lemaire
- 2021 : Le marché de l'art sous l'occupation de Vassili Siovic

## Représentations au cinéma
- 1952 : Le Gantelet vert
- 1964 : Le Train
- 1976 : Monsieur Klein
- 1991 : Opération Condor
- 2014 : Monuments Men
- 2015 :
  - Charlie Mortdecai
  - La Femme au tableau
- 2019 : 1945 - Un village se rebelle